# Ricardo Pereira
Ricardo Alexandre Martins Soares Pereira, kortweg Ricardo of Ricardo Pereira, (Montijo, 11 februari 1976) is een Portugese oud-voetballer en huidig keeperstrainer.

## Clubcarrière
Ricardo haalde voor het eerst grote bekendheid met zijn optredens in de UEFA Cup van 2003 voor zijn toenmalige club Boavista. In 2003 kwam hij bij Sporting Clube de Portugal. In 2007 werd de doelman gecontracteerd door Real Betis. In januari 2011 werd zijn tot juni 2011 lopende contract ontbonden door Real Betis. Op 31 januari 2011 tekende hij een contract tot het einde van het seizoen (2010/2011) bij Leeds United. De Engelse club besloot zijn contract niet te verlengen en daarop keerde Ricardo terug naar Portugal, waar hij half augustus een contract voor een seizoen tekende bij Vitória de Setúbal.

## Interlandcarrière
Zijn eerste optreden voor Portugal vond plaats in 2001 in een WK-kwalificatiewedstrijd tegen Ierland. Na het WK 2002 werd Ricardo de eerste doelman van het Portugese nationale elftal. Tijdens het EK 2004 in eigen land stond Ricardo in de basis bij Portugal. In de kwartfinale stopte hij tegen Engeland met blote handen het schot van Darius Vassell in de penaltyserie, en nam vervolgens zelf de beslissende penalty waardoor Portugal zich kwalificeerde voor de halve finale. In die halve finale won Portugal met 2-1 van Nederland door een doelpunt van Maniche. In de finale kon Ricardo niet voorkomen dat zijn land in eigen huis met 1-0 ten onder ging tegen Griekenland. Op het WK 2006 werd Ricardo met Portugal vierde.

## Erelijst
Boavista
- Portugees landskampioen

2000/2001